# Rev Theory
Rev Theory, anciennement Revelation Theory, est un groupe de rock américain, originaire de North Andover, dans le Massachusetts. Formé en 2002, et désormais basé à New York, le groupe sort son premier album en 2004. Connu pour avoir composé le thème d'entrée du catcheur Randy Orton, Voices, ainsi que celui de Wrestlemania XXIV, Light it Up et leur plus grand succès, Hell Yeah, est la chanson thème de Blue Mountain State.

## Biographie

### Débuts etTruth Is Currency(2002–2006)
Les membres de Revelation Theory se rencontrent la première fois en 1997 au College Merrimack de North Andover. Ils déménagent tous à Long Island, New York, en 2002 espérant faire carrière dans la musique. L'année suivante, Matty, étudiant à l'université de New York et bassiste, rejoint le groupe, complétant le quartet. Ils enregistrent une démo et commencent à tourner; en 2005, ils sont enregistrés lors de la tournée américaine Girls Gone Wild Rocks America. Le groupe signe par la suite avec EMI, et sort l'album Truth Is Currency.
Depuis 2005, le groupe est constamment en tournée avec différents groupe. En 2005, ils tournaient avec Sevendust et Hinder Un single de l'album Truth Is Currency, Slowburn, atteint la 27e position à l'US Mainstream Rock Tracks chart in 2005. En 2006, ils tournent beaucoup avec Hinder, Buckcherry et Evanescence, le suivant plus tard en Europe cette même année.

### Light It Upet percée (2007–2009)
En 2007, le groupe tourne encore une fois avec Hinder, ainsi qu'avec Papa Roach et Buckcherry. Plus tard dans l'année, le groupe signe un contrat avec Interscope Records, et commence à écrire leur second album Light It Up, et simplifie en même temps leur nom en Rev Theory. Leur base de fan devient plus importante lorsque la World Wrestling Entertainment commence à utiliser leur musique sur l’événement en vidéo à la demande, tout d'abord avec Light It Up, qui est le thème musical officiel de la WrestleMania XXIV et ensuite avec Hell Yeah comme thème officiel pour le One Night Stand 2008.
L'ancienne catcheuse Ashley Massaro apparait dans le clip officiel de Hell Yeah. Cette même année, Rich Luzzi chante la chanson Voices, le thème d'entrée de la superstar de catch Randy Orton. C'est aussi le titre de l'album Voices: WWE The Music, Vol. 9.
Le titre Hell Yeah est aussi dans le jeu vidéo Madden NFL 2009. Interscope, Geffen, A&M Records and Microsoft se sont joints pour la première vidéo exclusive de groupe sur magasin vidéo Xbox Live. Hell Yeah devient la première vidéo exclusive sur Xbox Live. Rev Theory ouvre les concerts de Hinder et Trapt sur le Jägermeister Music Tour. Le single Light It Up est inclus sur la liste des chansons du jeu hard rock package, supplément téléchargeable du jeu Guitar Hero: World Tour pour la Xbox 360, PlayStation 3 et Wii.
En janvier 2009, Rev Theory commence une tournée avec Theory of a Deadman et Ten Second Epic, puis en mai avec buckcherry, Avenged Sevenfold et Papa Roach. Ils tournent ensuite avec le Crue Fest 2. Durant l'automne 2009, ils ouvrent pour Seether. Ils tournent également avec Breaking Benjamin. En octobre 2009, ils tournent avec Lynyrd Skynyrd. La chanson Hell Yeah est choisie comme générique de la nouvelle série Blue Mountain State.

### Justice(2010–2011)
En février 2010, le groupe commence à écrire de nouvelles chansons pour leur troisième album studio. Un peu plus tard, leur compte Twitter indique qu'ils sont entrés en studio et commencent l'enregistrement avec le producteur Terry Date. Leur nouvel album est lancé le 15 février 2011 par Interscope Records. Il atteint la 5e place au classement Hard Rock Albums, et 75e au Billboad 200.
Le premier single de l'album, éponyme de l'album, est en écoute sur iTunes le 25 octobre 2010, et les radios le 2 novembre 2010. Ce single devient le thème officiel de la vidéo à la demande du WWE, WWE Extreme Rules. Hangman, autre chanson de l'album  Justice, est choisi comme chanson alternative pour le WWE SmackDown lors des débuts sur leur nouvelle chaine de diffusion Syfy.

### The Revelation(depuis 2012)
Le 1er novembre 2012, Rev Theory annonce un nouvel EP intitulé Take 'Em Out, sous la houlette d'Universal Music Group et de sa succursale, Killer Tracks. L'EP, qui comprend quatre morceaux produits par Wax Ltd, est publié en streaming et sur des sites en ligne comme iTunes et Spotify. Le clip lyrique du morceau Something New est diffusé par Monster Energy et plus tard publié sur VEVO.
Le groupe passe la majeure partie de l'année 2013 à jouer en soutien à Take 'Em Out et enregistre de nouveaux morceaux pour un nouvel album. Le 10 août 2013, le groupe sort une street track intitulée Alpha King et son clip lyrique qui est publié sur Loudwire.com.
Le 20 février 2014, le groupe annonce son futur album, intitulé Red Light Queen avec une bande-annonce publiée sur Loudwire.com, et l'arrivée de Paul Phillips à la guitare pour leurs futures dates de tournée.
En avril 2014, le groupe ouvre le concert de Saliva. À WrestleMania XXX, ils interprètent le thème de Randy Orton en live. En août 2014, Rev Theory signe avec l'empreinte Another Century de Century Media/Sony Music, et annonce la sortie d'un single avec ce label, Born 2 Destroy. Le 19 septembre 2014, le label sort le lcip lyrique de Born 2 Destroy sur Loudwire.com.
Le 9 septembre 2016, Rev Theory sort son quatrième album, The Revelation, à l'international chez Another Century Records.

## Membres

### Membres actuels
- Rich Luzzi - chant
- Julien Jorgensen - guitare
- Matt McCloskey - basse, chant
- Dave Agoglia - batterie

### Ancien membre
- Rikki Lixx - guitare, chant

## Discographie

### EP
- 2004 : Revelation Theory
- 2012 : Take Em Out

### Singles
| Année | Titre         | US Mainstream Rock | Album             |
| ----- | ------------- | ------------------ | ----------------- |
| 2005  | Slowburn      | 27                 | Truth Is Currency |
| 2008  | Light It Up   | 25                 | Light It Up       |
| 2008  | Hell Yeah     | 18                 | Light It Up       |
| 2009  | Far from Over | 15                 | Light It Up       |
| 2009  | Broken Bones  | —                  | Light It Up       |
| 2011  | Justice       | —                  | Justice           |
| 2012  | Something New | —                  | Take Em Out       |